# Margriet Oostveen

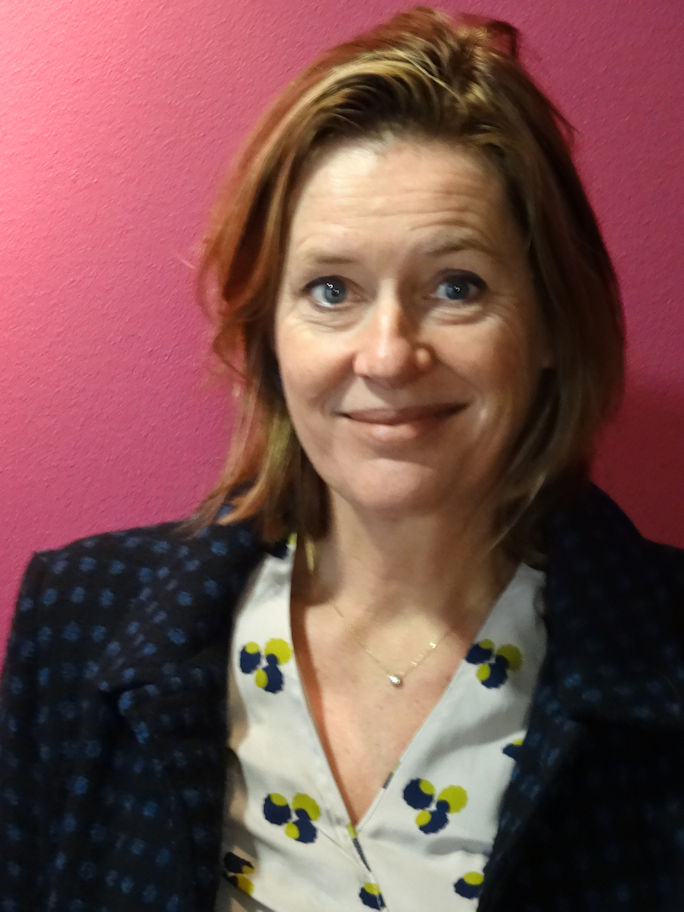
Margriet Oostveen in 2015

Margriet Oostveen ('s Hertogenbosch, 1968) is een Nederlands journalist.

## Biografie
Oostveen groeide op in Son. Haar vader was ook journalist en schreef voor weekblad De Tijd. Oostveen studeerde van 1990 tot 1994 Nederlandse Letterkunde aan de Universiteit van Amsterdam maar maakte die studie niet af. Zij begon haar carrière als journalist in 1996 bij NRC Handelsblad. Tussen 2005 en 2011 woonde zij in de Verenigde Staten. In 2021 verscheen haar boek Onbekende Nederlanders, een land in 100 portretten.

## Werk als journalist
In 1994 begon zij als stagiair en contractant bij NRC Handelsblad. Tussen 1996 en 2005 was Oostveen daar redacteur, waarbij zij onder andere lid was van de kunstredactie en eindredacteur van de zaterdagbijlage. In deze periode was zij gespecialiseerd in interviews en dieptereportages. In 1999 veroorzaakte een artikel van Oostveen met Hans Nijenhuis reuring vanwege het direct citeren van Koningin Beatrix, die tijdens een gesprek over de Nederlandse journalistiek had gezegd dat 'de leugen regeert'. Dit ging in tegen de heersende gewoonte om het staatshoofd nooit direct te citeren. De uitspraak wordt nog regelmatig geciteerd, en werd de naam van een televisieprogramma over slordigheden en onjuistheden in de pers.
Zij verhuisde in 2005 met haar echtgenoot, correspondent Tom-Jan Meeus naar Washington D.C. Vanuit Washington schreef zij wekelijks columns met de titel ‘Bericht uit Washington’ in NRC Handelsblad. In 2011 kwam zij terug naar Nederland. Zij ging weer werken bij de NRC en schreef drie keer per week een column over Nederland. Zij vertrok bij NRC Handelsblad als gevolg van een conflict met hoofdredacteur Peter Vandermeersch, die zonder haar medeweten op 14 november 2014 de naam van Perdiep Ramesar uit een column van haar hand had geschrapt. Ramesar was journalist bij Trouw en had fictieve bronnen opgevoerd in artikelen over moslims in Den Haag. Hij werd eind 2014 op staande voet ontslagen wegens journalistieke fraude.
Vanaf januari 2015 is Oostveen redacteur bij de Volkskrant. Zij schrijft bij deze krant de verslaggeverscolumn samen met Toine Heijmans en Ariejan Korteweg.
In 2019 interviewde zij Margaret Atwood over haar boek The Testaments.
In 2019 kwam Oostveen in het nieuws omdat ze zich vergist had in de locatie van het dorp De Lutte. Ze had geschreven dat het in Achterhoek ligt, maar het ligt in Twente. Mensen uit Twente waren daar boos om.

## Werkwijze
Over haar werkwijze zei Oostveen in een interview uit 2011 het volgende: 'De journalist heeft een nederiger taak: de werkelijkheid onderzoeken en verklaren, beschrijven wat er elke dag gebeurt. Of je het nou zelf interessant vindt of niet.'

## Overige functies
In de periode september 2017- november 2019 was zij secretaris van PEN Nederland.

## Onderscheidingen
In 1996 ontving zij de aanmoedigingsprijs Het Gouden Pennetje.

## Publicaties
- Botox op K Street en andere gezichten van Amerika (Uitgeverij Contact, 2009, tweede druk in 2010[13]).[14] In dit boek dat handelt over haar periode in Washington, schrijft Oostveen over kleine gebeurtenissen en onbekende mensen.[1]
- KNUS. Nederland op zoek naar zichzelf (Nieuw Amsterdam, 2013).[7] Dit is een die bundeling van haar columns over Nederland, die ze schreef tussen 2011 en de zomer van 2013,[15] na haar terugkomst uit de VS.[16]
- Onbekende Nederlanders, een land in 100 portretten (Thomas Rap, 2021).[5] Bundeling van haar portretten van onbekende Nederlanders.